# 洛阳镇 (兴业县)
洛阳镇，是中华人民共和国广西壮族自治区玉林市兴业县下辖的一个乡镇级行政单位。

## 行政区划
洛阳镇下辖以下地区：
洛阳村、大礼村、六九村、金山村、旺龙村、龙垌村、新安村和新忠村。